# کریستوف لگو
کریستوف لگو (انگلیسی: Christophe Legoût؛ زادهٔ ۶ اوت ۱۹۷۳) یک بازیکن تنیس روی میز اهل فرانسه است. 
وی در مسابقات کشوری و بین‌المللی در مجموع برنده ۳ مدال طلا، ۸ مدال نقره شده‌است.